# Babadag
Babadag város Dobrudzsában, Tulcea megyében, Romániában.

## Fekvése
A település az ország délkeleti részén található, a megyeszékhelytől, Tulcsától harminchat kilométerre délre. A városnak természetes határt szabnak a Babadag-tó, a Razelm-tó, valamint három, a Dobrudzsai fennsíkhoz tartozó domb: Coiun Baba, Sultan Tepe és az Ianik Bair. A településen halad keresztül a Tabana-patak.

## Nevének eredete
A város neve török eredetű, jelentése: „az atya hegye”.

## Története
A város közelében a Római Birodalom idején egy település állt, Vicus Novus néven, melyről 178-ból származó feljegyzések tesznek említést. 587-ben az avarok földig rombolták, hosszú ideig, több mint hatszáz évig, lakatlan területnek számított.
1262-ben Baba Sari Saltuk dervis vezetésével egy tíz- tizenkétezer fős török kolónia telepedett le észak-dobrudzsában, a mai város területén is. 1280-ban Baba Sari Saltuk szeldzsuk törökök segítségével nagyszámú birka és kecskenyájat hozatott Dobrudzsába, kihasználva a vidék nagy kiterjedésű legelőit. A 15. században a környék sós vizű tavaiból párlás útján kinyert, akkoriban igen értékes sót a településen raktározták. Mircea cel Bătrân csapatai és a török seregek között zajló háborúk eredményeként, 1417-ben a terület az Oszmán Birodalom fennhatóság alá került, a település pedig a török inváziós erők egyik állomáshelye lett. 1484-ben II. Bajazid oszmán szultán elrendelte egy mauzóleum építését Baba Sari Saltuk emlékére, ebben az időszakban a település neve is Baba-Saltuk volt. 
1587-ben kozákok, 1594-ben a Király Albert udvari kapitány vezetése alatt álló erdélyi segédhadak pusztították. Stoica Ludescu által megírt Letopisetul Cantacuzinesc nevű krónika számol be II. Mihály havasalföldi fejedelem 1596-os ostromáról, illetve arról, hogy 1598-ban a város bégje, csapatait a havasalföldi fejedelem ellen küldte. 
A 17. században Evlija Cselebi török utazó számol be arról, hogy Baba Sari Saltuk sírját keresztények lerombolták, a település ezután kapta a török Babadağ nevet. 1678-ban az al-dunai pasa Szilisztrából ide tette át székhelyét. 
A 18. századra Babadag jelentős politikai és katonai központtá épült ki. 1705-ben II. Rákóczi Ferenc erdélyi fejedelem tett látogatást Iusup pasánál. 1739-ben a régióban állomásozó oszmán csapatok főhadiszállásává teszik, ahol államközi szerződéseket írtak alá a Fekete-tengeri kereskedelem szabályozásáról. 
1771-ben, az orosz-török háborúk idején, az oszmán seregek Babadagban teleltek. 1872-es okiratok említik az utolsó babadagi pasát, Hasan-t. A török-orosz háborúk lezártával, az 1878-as San Stefanó-i békeszerződés alapján a település Oroszország fennhatósága alá került, még ebben az évben a berlini békeszerződés Romániához csatolta.
Az első világháború során, 1916-ban bolgár kézre került, 1918-ban a románok visszafoglalták. A második világháború során német csapatok szállták meg. 
1947 és 1953 között a városban egy földalatti antikommunista szervezet működött, a 33 tagú partizán csapatot 1957-ben számolták fel teljesen. A kommunista államosítások 1951-ben kezdődtek.
A város közelében található egy katonai gyakorlótér, melyet a KFOR és a NATO erői is használnak.

## Lakossága
| 1912 | 1930 | 1948 | 1956 | 1966 | 1977 | 1992   | 2002   | 2011 |
| 4686 | 4626 | 4022 | 5549 | 7343 | 8564 | 10 437 | 10 037 | 8940 |

A nemzetiségi megoszlás a következő:
| 2002                     | 2002  | 2002   | 2011 | 2011   | 2011 |
| ------------------------ | ----- | ------ | ---- | ------ | ---- |
| Románok                  | 8466  | 84,34% | 6250 | 69,91% |      |
| Törökök                  | 1289  | 12,84% | 395  | 4,42%  |      |
| Romák                    | 168   | 1,67%  | 1219 | 13,64% |      |
| Görögök                  | 26    | 0,25%  | 5    | 0,06%  |      |
| Lipovánok                | 48    | 0,47%  | 31   | 0,35%  |      |
| Ukránok                  | 10    | 0,09%  | < 3  | n.a.   |      |
| Tatárok                  | 6     | 0,05%  | 9    | 0,10%  |      |
| Lengyelek                | 6     | 0,05%  | –    | –      |      |
| Magyarok                 | 5     | 0,04%  | 4    | 0,04%  |      |
| Németek                  | 5     | 0,04%  | < 3  | n.a.   |      |
| Bolgárok                 | 4     | 0,03%  | < 3  | n.a.   |      |
| Szerbek                  | 1     | 0,01%  | –    | –      |      |
| Egyéb / Nem nyilatkozott | 3     | 0,02%  | 1018 | 11,39% |      |
| Összesen                 | 10037 | 100,0% | 8940 | 100,0% |      |

## Címere

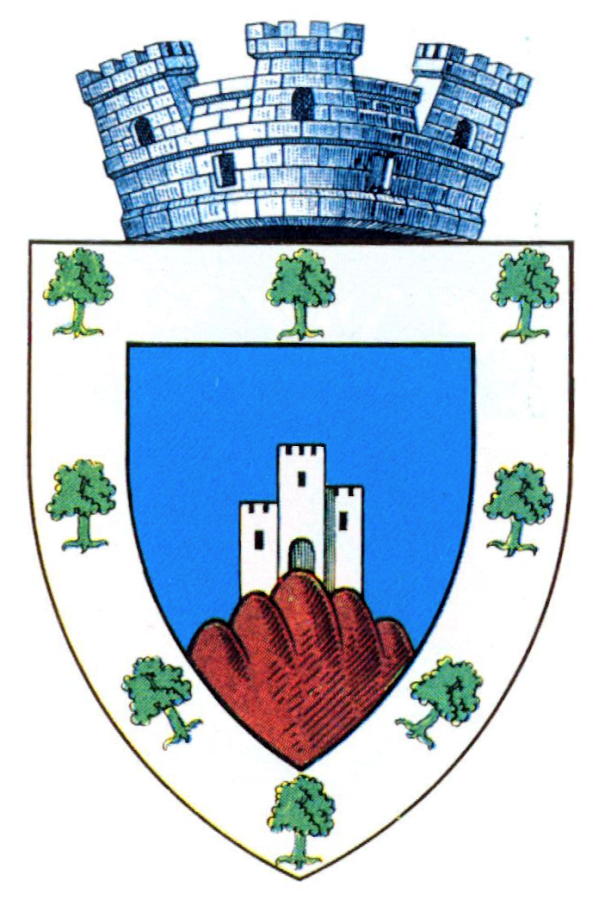
A két világháború között
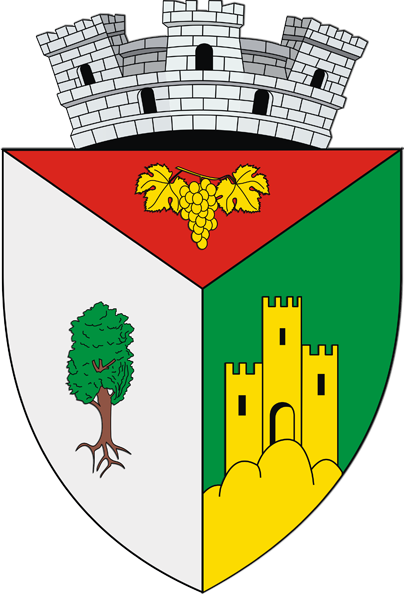
Jelenlegi

Címere pajzs alakú, melyet egy ezüst színű korona díszít, három torony formájú ága a település városi rangját jelzi. A pajzsot vékony, fekete, ágas alakú választóvonal osztja három részre. A felső rész piros színű, melyben egy arany színű szőlőfürt látható egy kis ágon, két szőlőlevéllel közrefogva. A pajzs bal oldala ezüst színű, benne egy lombos fát helyeztek el, annak természetes színeiben. A jobb oldali rész pedig zöld színű, és látható benne arany színben, négy dombon, egy három tornyú vár. A szőlő valamint a fa a vidék gazdagságát szimbolizálja, utalva a szőlőtermesztésre valamint a nagy kiterjedésű erdőségekre. A vár a dombokkal pedig azt szimbolizálja, hogy a vidék már a Római Birodalom idején is lakott volt.

## Látnivalók
- Ali Gaza pasa sírja és török dzsámi - középkori történelmi és vallási emlékmű a város központjában. A dzsámit 1609-ben vagy 1610-ben építették, a különböző korabeli források szerint. Ez Románia legrégebbi muzulmán épülete, minaretjének magassága eléri a huszonegy métert.
- A Panaghia-ház és a Keleti Művészetek Múzeuma - a török dzsámi szomszédságában elhelyezkedő épületet jóval később, a 19. században építették. Kezdetben muzulmán imaház, majd előadóterem volt, de helyt adott a város óvodájának is. Itt alakították ki a dobrudzsai török valamint tatár népművészet és kézműves ipar múzeumát. A kiállított eszközökre jellemző a keleties stílus mely keveredett más balkáni népek művészetére jellemző stílusjegyekkel.
- Kalaigi-kút - a középkori kút a dzsámi udvarának bejáratánál található. Muzulmán zarándokok építették a 17. században. A kút egy természetes forrás vizét használja, és a zarándokok itt mosakodtak mielőtt beléptek volna a dzsámiba.
- Baba Sari Saltuk mauzóleuma - Sari Saltuk tumbája fontos emlékhelye a muzulmán világnak. Építését 1484-ben II. Bajazid oszmán szultán rendelte el. Az épületet 2004 és 2007 között felújították.
- Tapraichioi római erőd - 1978 és 1983 között végzett ásatások során bukkantak a kis római kori erőd maradványaira.
- A világháborúk áldozatainak emlékműve -